# Christoph Ulrich Elsenheimer
Christoph Ulrich Elsenheimer (* 1561; † 18. Juli 1630) war bayerischer Hofkammerpräsident. Er entstammte den Elsenheimern.

## Biographie
Christoph Ulrich war der Sohn des bayerischen Kanzlers Christoph Elsenheimer. Er besuchte das seinerzeit noch junge Jesuitengymnasium und studierte dann Jura. 1593 wurde er Mitglied der Hofkammer. 1596 erhielt er die Pflege zu Mainburg. Im gleichen Jahr kam er in den Besitz von Wolnzach und nannte sich „zu Elsenhaym und Wolnzach, Hampersberg und Nanhofen“. 1604 wurde er Rentmeister in München.

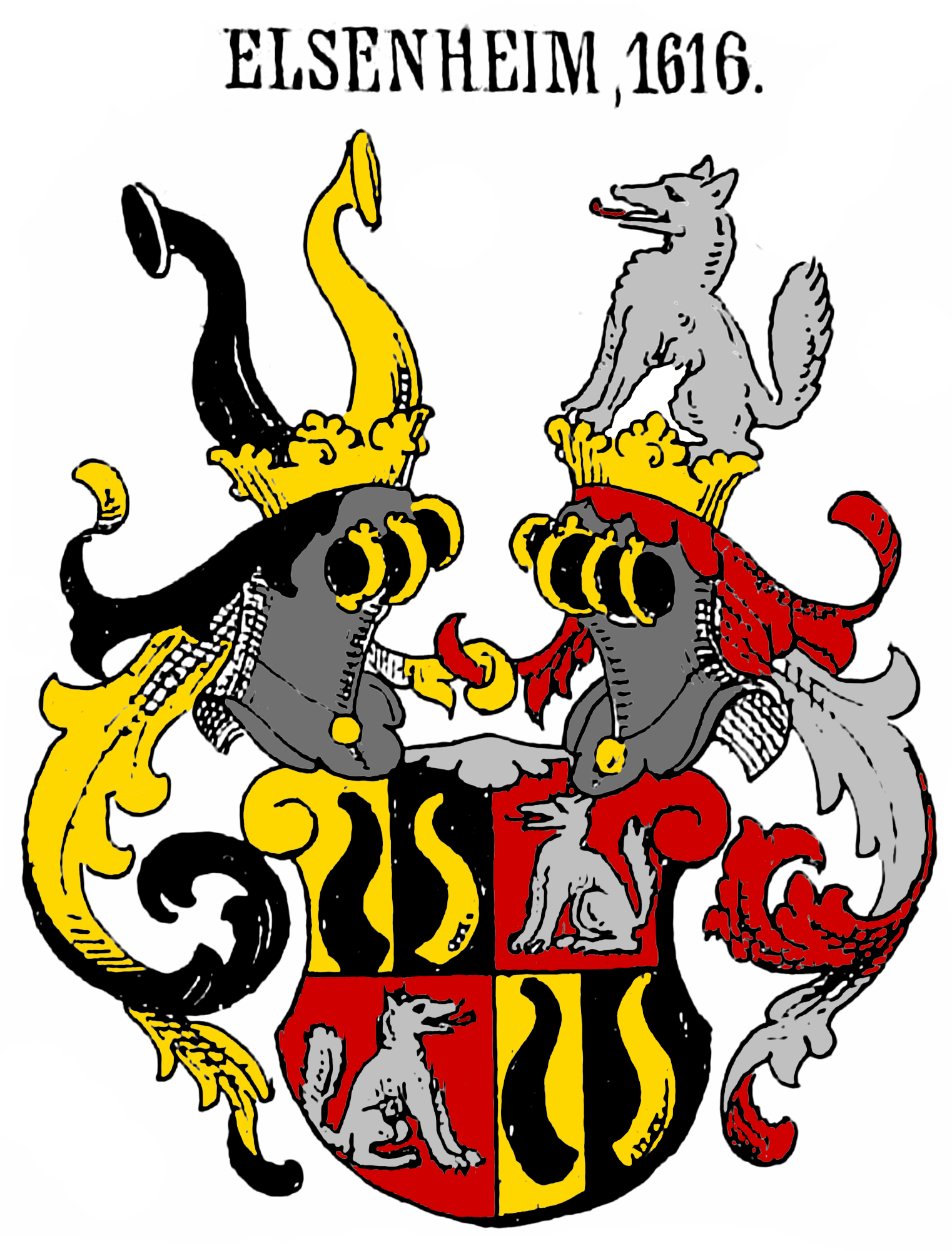
Geeintes Wappen der Geschlechter Elsenheim und Wilfling

Aus ungewissen Gründen wurde Hans Schrenck von Notzing 1609 der Hofkammerpräsidentschaft enthoben. Sein Nachfolger wurde Christoph Ulrich Elsenheimer. Am 11. April 1616 erhielt Christoph Ulrich mit seinem Bruder Heinrich vom Kaiser (Matthias) die Erlaubnis, die Wappen ihrer Großeltern zu vereinen. Heinrich war erzbischöflich salzburgischer Rat. Christoph Ulrich litt offenbar an Trunksucht und sein Fleiß ließ zu wünschen übrig, wofür ihn der bayerische Kurfürst Maximilian I. gelegentlich jeweils kritisierte. Er wurde im Jahr 1621 vom Kurfürsten wie schon sein Vorgänger des Amtes enthoben.
Elsenheimer war mit Anna Maria von Zeilhoven verheiratet und hinterließ mindestens sechs Söhne, jeweils geboren vor dem Jahr 1610, darunter Georg Ulrich, Heinrich Benno und Hanns Thomas.